# No Blade of Grass
No Blade of Grass  (br:A Mais Cruel Batalha ) é um filme britânico e americano, do ano de 1970, de ficção científica apocalíptica dirigido por Cornel Wilde. O filme é baseado no livro homônimo do britânico John Christopher, publicado em 1956.

## Enredo
Na década de 70 a poluição mundial atingiu níveis assustadores e completamente incontroláveis provocando o aparecimento de um vírus que atingiu diretamente a produção de alimentos na África e Ásia. Logo a fome grassou por estes continentes levando a morte por subnutrição e doenças associadas. 
O restante do mundo reagiu criando barreiras sanitárias na tentativa de deter o alastramento da epidemia. Apesar de todas as tentativas de controle, uma nova variante do vírus acaba chegando a Europa que, passa a viver o mesmo drama dos outros continentes. 
Começam então os distúrbios que ameaçam submergir o velho continente em uma caos de barbárie e selvageria. Uma família decide atravessar as áreas conturbadas, tentando chegar a um vale isolado onde ainda não existe a doença. 
Em sua viagem são obrigados a assumir uma nova forma de comportamento ditada pela necessidade de sobrevivência. 

## Elenco
| Nome                  | Personagem          |
| --------------------- | ------------------- |
| Nigel Davenport       | John Custance       |
| Jean Wallace          | Ann Custance        |
| John Hamill           | Roger Burnham       |
| Lynne Frederick       | Mary Custance       |
| Patrick Holt          | David Custance      |
| Ruth Kettlewell       | Mulher gorda        |
| M.J. Matthews         | George              |
| Michael Percival      | Policial            |
| Tex Fuller            | Sr. Beaseley        |
| Simon Merrick         | Entrevistador da TV |
| Anthony Sharp         | Sir Charles Brenner |
| George Coulouris      | Sr. Sturdevant      |
| Anthony May           | Pirrie              |
| Wendy Richard         | Clara               |
| Max Hartnell          | Tenente             |
| John Lewis            | Cabo                |
| Norman Atkyns         | Dr. Cassop          |
| Nigel Rathbone        | Davey               |
| Christopher Lofthouse | Spooks              |
| John Avison           | Sargento Yorkshire  |
| Mervyn Cumming        | Joe Ashton          |
| Denise Mockler        | Emily Ashton        |
| Ross Allan            | Alf Parsons         |
| Karen Terry           | Filha de Parson     |
| Joan Ward             | Sra. Parsons        |
| Brian Crabtree        | Joe Harris          |
| Susan Sydney          | Liz Harris          |
| Michael Landy         | Jess Arkwright      |
| Louise Kay            | Susan Arkwright     |
| Bruce Myers           | Bill Riggs          |
| Margaret Chapman      | Prudence Riggs      |
| Christopher Neame     | Locke               |
| Bridget Brice         | Jill Locke          |
| Reg Staniford         | Sr. Blennit         |
| Maureen Rutter        | Sra. Blennit        |
| Derek Keller          | Scott               |
| Suzanne Pinkstone     | Sra. Scott          |
| Sugit Sood            | Sugit               |
| Surgit Sood           | Surgit              |
| Dick Offord           | Joe                 |
| Joanna Annin          | Esposa de Joe       |
| John Buckley          | Capitão             |
| Malcolm Toes          | Sargento Major      |

## Premiações
- Indicado

Hugo
Categoria Melhor Apresentação Dramática